# Nissan Livina Geniss
Der Nissan Livina (骏逸 [Jun Yi] in Chinesisch) ist ein Van, den Nissan und sein chinesischer Ableger, die Dongfeng Motor Company am 6. Juli 2006 auf der Guangzhou International Motor Show vorgestellt haben und der im Dezember 2006 in die Serienfertigung ging.

## 1. Generation (2006–2013)

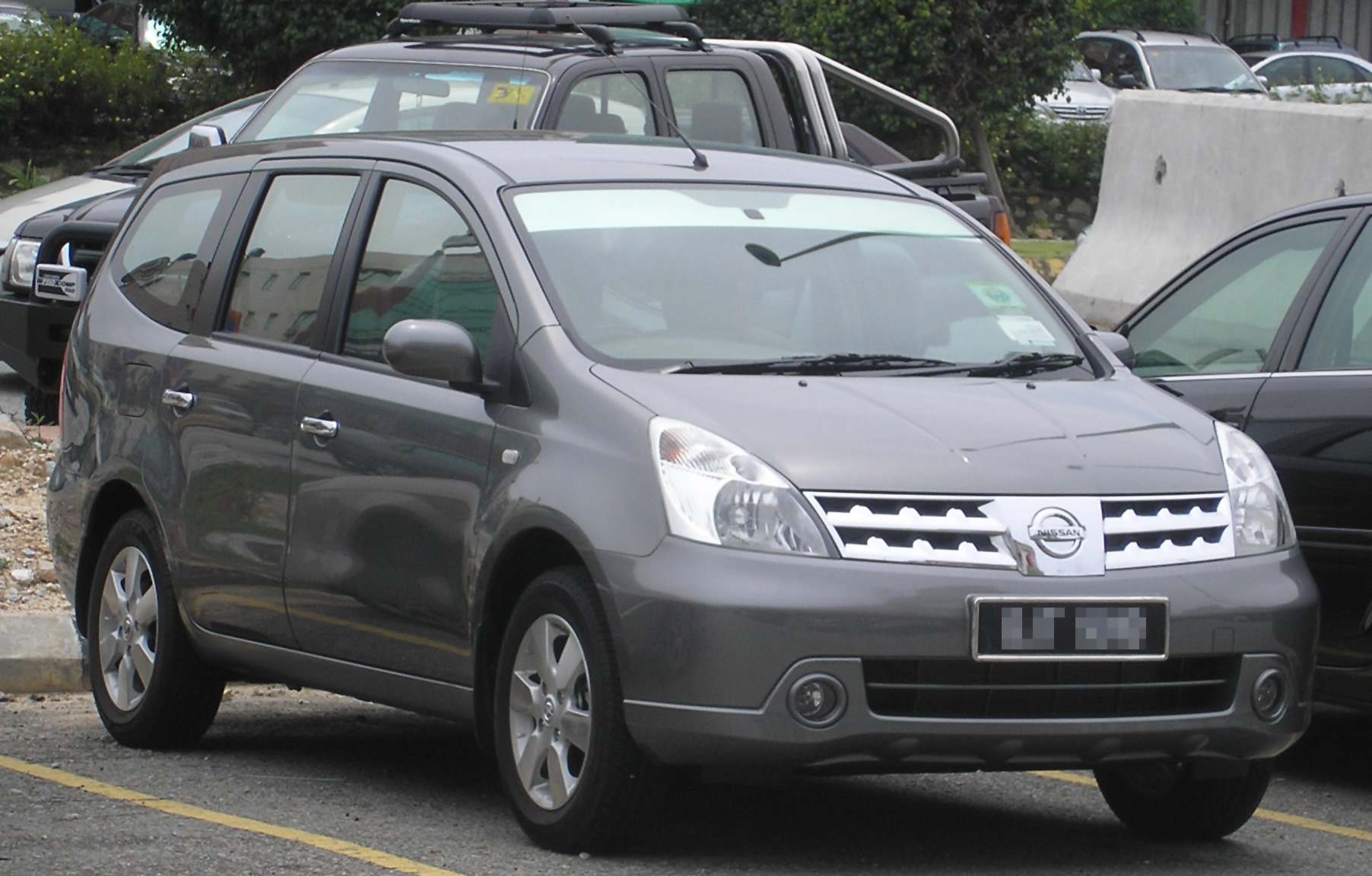
2007 Nissan Grand Livina 1.8

Die erste Generation wurde am 6. Juli 2006 auf der Guangzhou International Motor Show vorgestellt und ging im Dezember 2006 in die Serienfertigung. Der Fünfsitzer wird als Nissan Livina verkauft, der Siebensitzer als Nissan Geniss oder Nissan Grand Livina.
Er wird von einem 1,8-Liter-R4-Motor, Typ MR18DE, angetrieben, und laut Nissan soll er der erste in einer Reihe neuer weltweit angebotener Fahrzeuge sein und das erste Nissan-Fahrzeug, das in China vorgestellt wurde. Der Fünfsitzer ist kürzer als der Siebensitzer. Neben dem 1,8-Liter-Motor gibt es auch einen 1,6-Liter-R4 (in Indonesien auch 1,5-Liter-R4). Die Motorisierung ähnelt der des Tiida / Latio.
2007 wurde der Wagen in Indonesien eingeführt, allerdings zunächst nur als Siebensitzer unter dem Namen Nissan Grand Livina. Der Fünfsitzer folgte später als Nissan Livina. Im Dezember 2007 erschien das Fahrzeug in Malaysia als Siebensitzer mit 1,6- oder 1,8-Liter-Motor.
Im Januar 2008 startete der Verkauf des Livina und Grand Livina in Südafrika. Dort wird nur die Variante mit 1,6-Liter-Motor und Fünfgang-Schaltgetriebe verkauft.
Im Juli 2008 wurde der Grand Livina auf den Philippinen eingeführt. Er besitzt entweder ein manuelles Sechsganggetriebe oder eine vierstufige Automatik.
Zudem wurde im September 2008 die Version Livina X-Gear eingeführt. Diese präsentiert sich mit unlackierten Plastik-Anbauteilen als Crossover, ist technisch aber unverändert. In Malaysia wird diese Version als X-Gear vertrieben, in China wird der Name Livina C-Gear verwendet.

## 2. Generation (2013–2019)
2013 wurde der New Livina in den Versionen SV, XV, Highway Star und X-Gear vorgestellt.

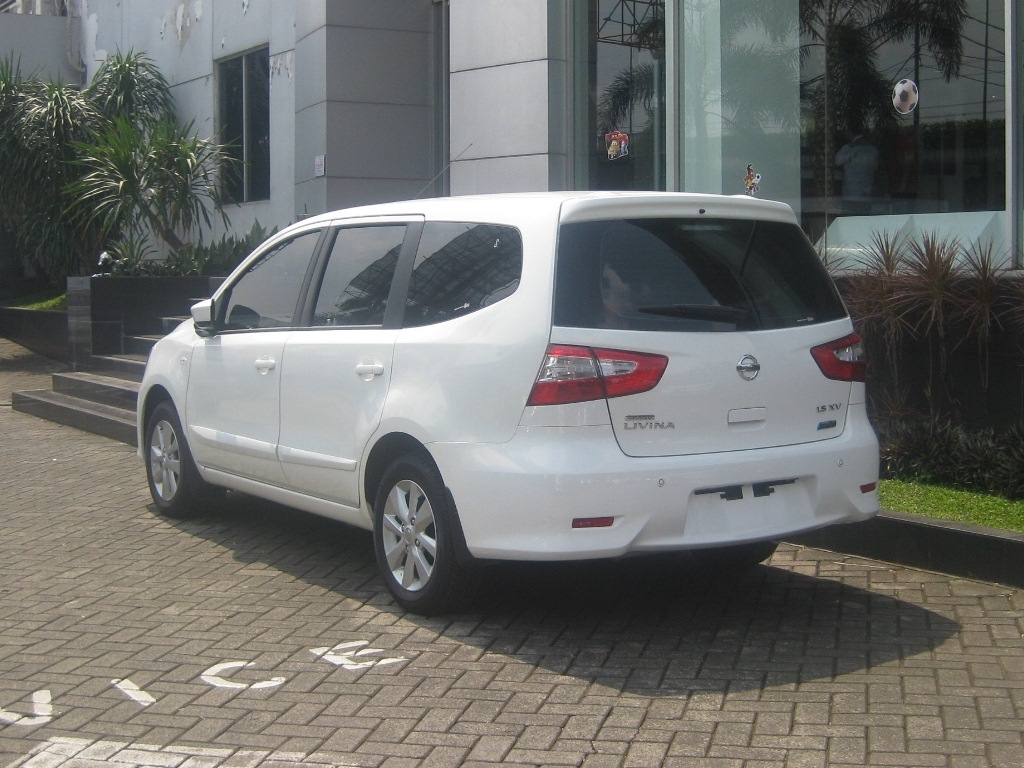
Heckansicht

### Technische Daten
|                                             | Livina 1.6 (China)            |
| Bauzeitraum                                 | 2013–2019                     |
| Motorkenndaten                              |                               |
| Motortyp                                    | R4-Ottomotor                  |
| Hubraum                                     | 1598 cm³                      |
| Verdichtungsverhältnis                      | 9,8 : 1                       |
| max. Leistung bei min−1                     | 91 kW (124 PS) / 5600         |
| max. Drehmoment bei min−1                   | 153 Nm / 4000                 |
| Kraftübertragung                            |                               |
| Antrieb                                     | Vorderradantrieb              |
| Getriebe, serienmäßig                       | 5-Gang-Schaltgetriebe         |
| Getriebe, optional                          | (stufenloses Getriebe)        |
| Messwerte                                   |                               |
| Höchstgeschwindigkeit                       | 184 km/h (175 km/h)           |
| Beschleunigung, 0–100 km/h                  | 11,8 s (11,7 s)               |
| Kraftstoffverbrauch auf 100 km (kombiniert) | 6,3 l Super (6,1–6,2 l Super) |
| Tankinhalt                                  | 52 l                          |

## 3. Generation (seit 2019)
Die dritte Generation des Vans wird seit 2019 in Indonesien gebaut. Sie ist eine mittels Badge-Engineering verkaufte Variante des seit 2017 gebauten Mitsubishi Xpander.